# Josef Radetzky
Contele Johann Josef Wenzel Radetzky von Radetz, în cehă Jan Josef Václav hrabě Radecký z Radče, (n. 2 noiembrie 1766, Třebnice, Boemia - d. 5 ianuarie 1858, Milano) a fost un nobil boemian, feldmareșal imperial austriac, unul din cei mai reputați comandanți militari din prima jumătate a secolului al XIX-lea. A slujit ca șef al personalului general al Monarhiei Habsburgice în perioada Războaielor Napoleoniene și la începutul reformelor militare. Radetzky este cel mai bine cunoscut pentru victoriile în urma primei bătălii de la Custozza (24-25 iulie 1848) și bătălia de la Novara (23 martie 1849), precum și în timpul primului război italian pentru independență. S-a stins din viață la vârsta de 90 de ani și a fost imortalizat de compozitorul Johann Strauss prin lucrarea sa Marșul lui Radetzky.

## Activitate
A luat parte la ultimele campanii antinapoleoniene (1813 - 1815).
În calitate de comandant suprem al armatelor austriece din Italia (din 1831), a înfrânt armata piemonteză la Custozza (1848) și la Novara (1849).
Ca guvernator general al regatului lombardo-venețian (1849 - 1857), Radetzky a reprimat mișcarea revoluționară din nordul Italiei.

## Distincții și aprecieri
În anul 1799 a fost distins cu Ordinul Maria Terezia în grad de cavaler, iar în 1848, în urma victoriei de la Custozza, cu același ordin, în grad de mare cruce (vezi imaginea alăturată).

## Galerie

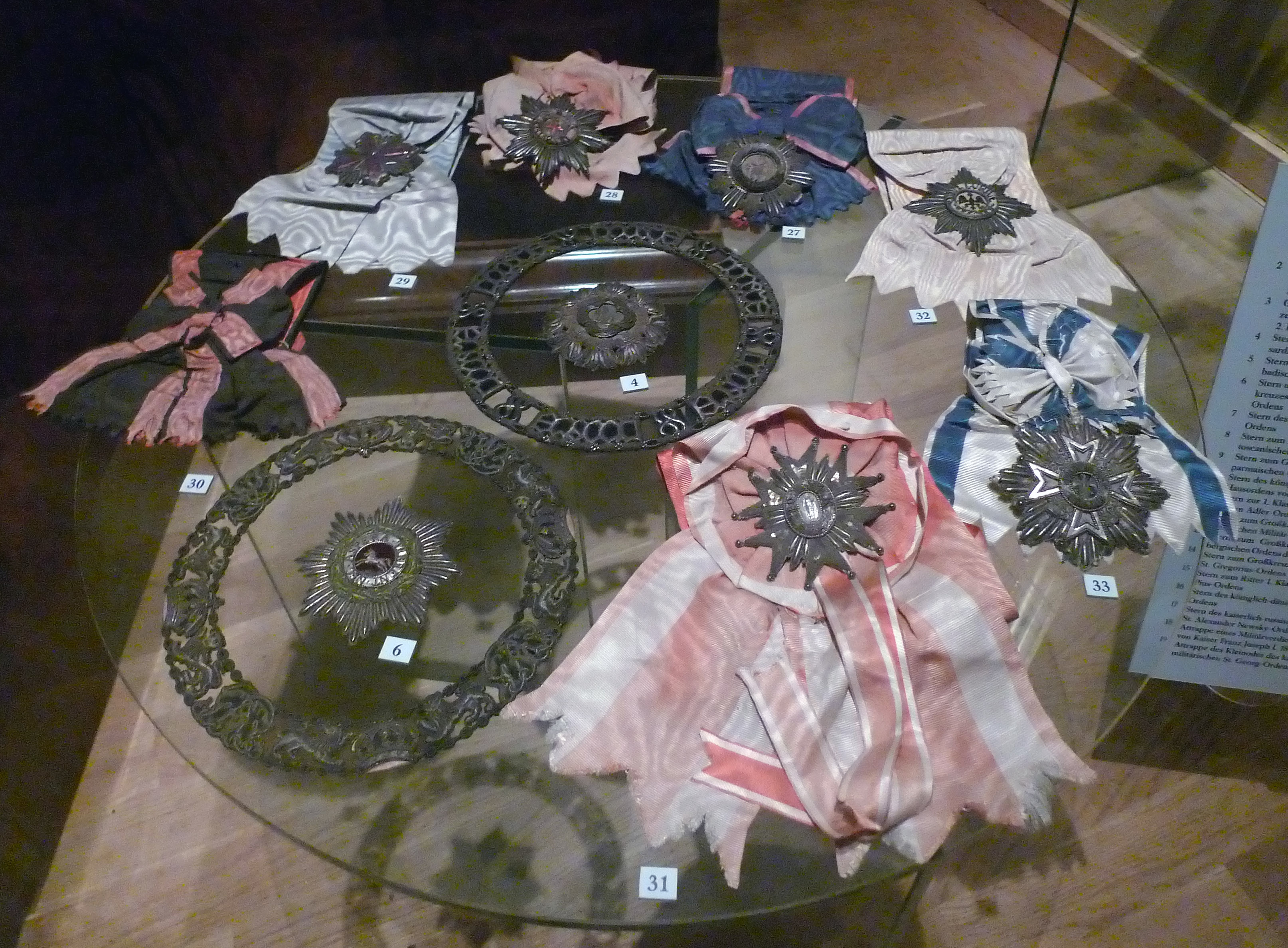
Unele dintre cele aproximativ 40 de decorații ale lui Radetzky, Muzeul Heeresgeschichtliches, Viena
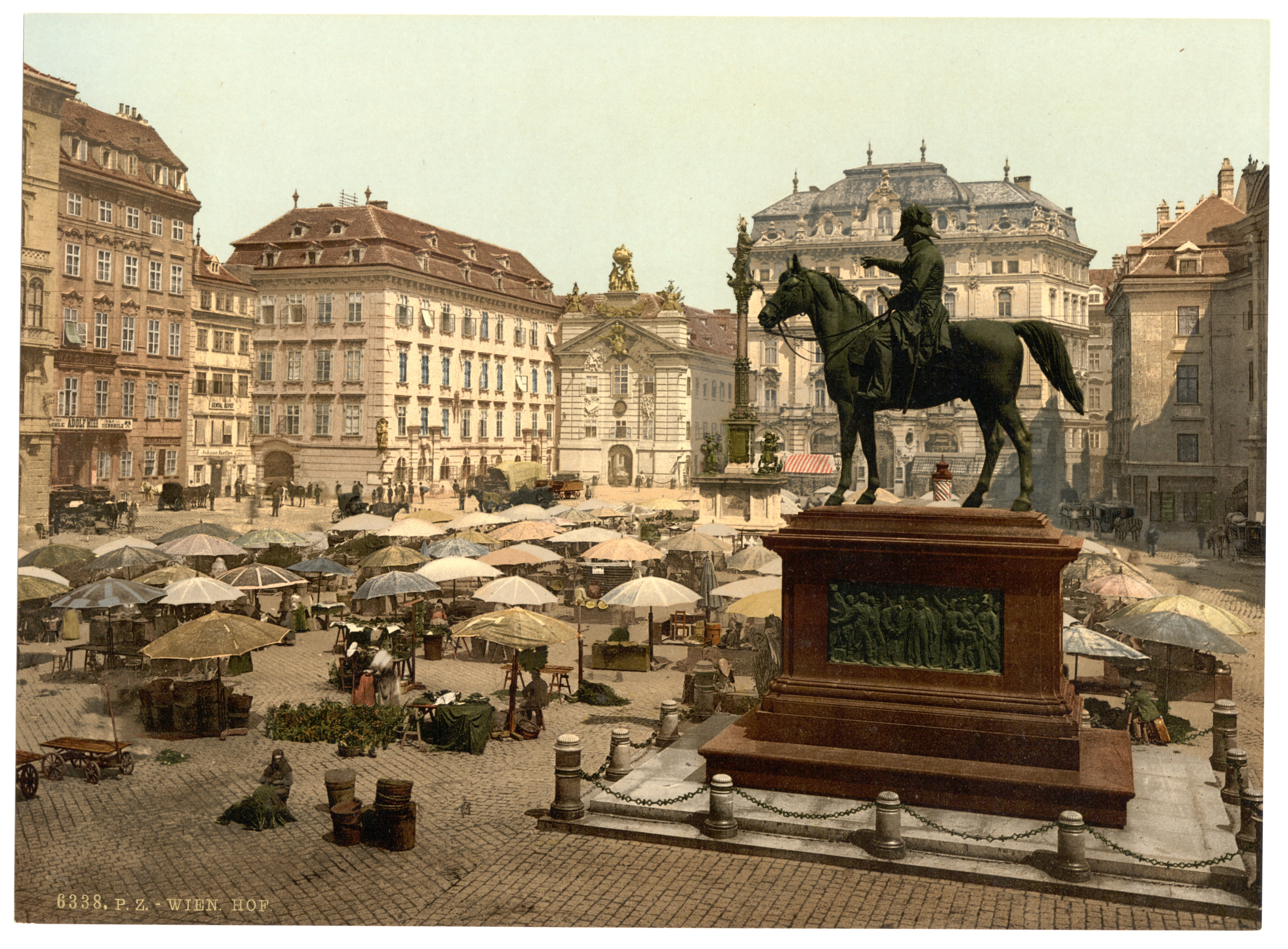
Memorialul Radetzky pe Am Hof, Viena
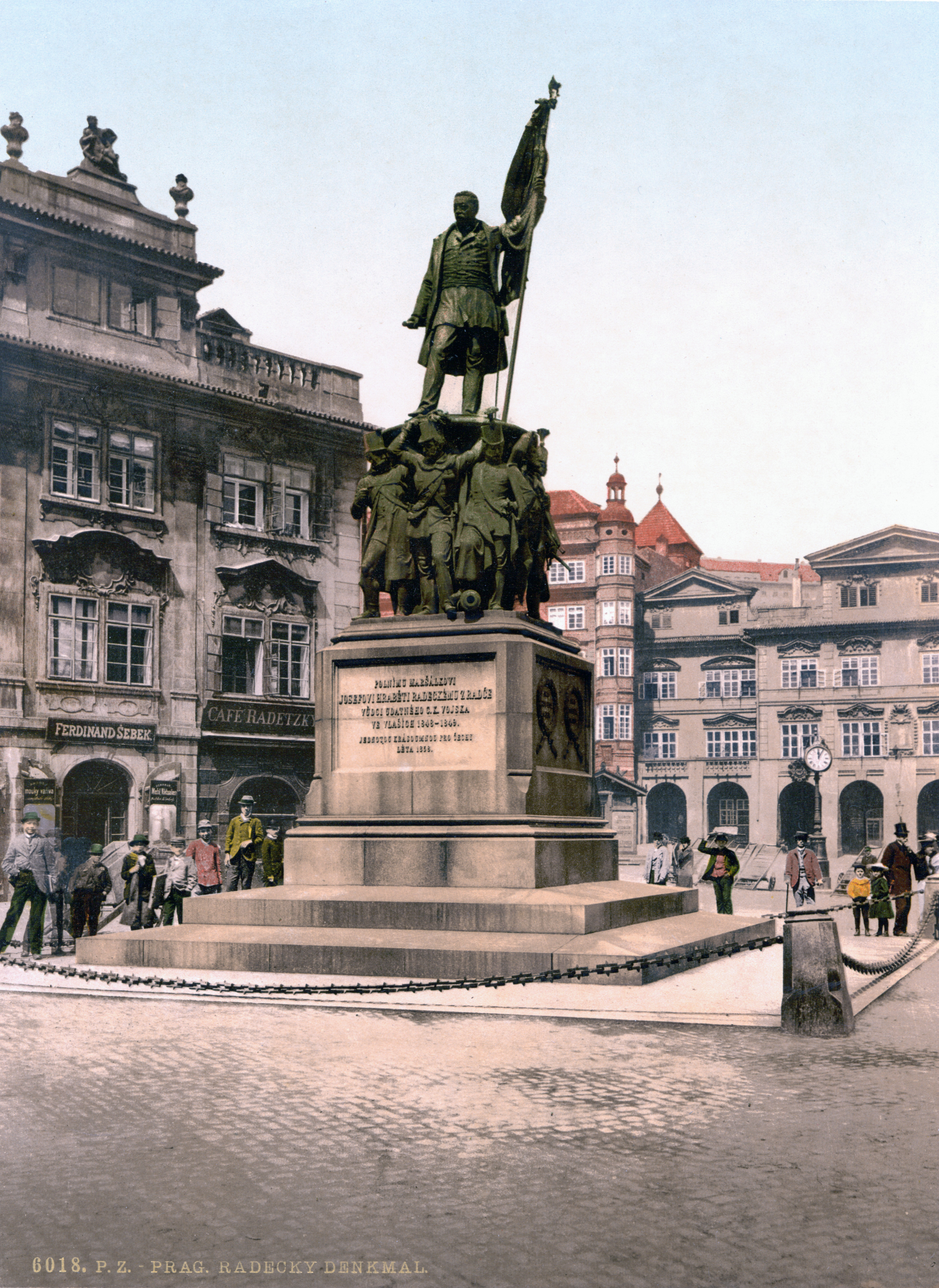
Memorialul Radetzky, Praga, 1900
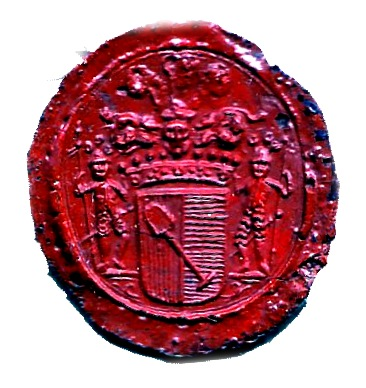
Sigiliul personal